# Lo Chia-ling
Lo Chia-ling (chinesisch 羅嘉翎, Pinyin Luó Jiālíng; * 8. Oktober 2001) ist eine taiwanische Taekwondoin. Sie startet in der Gewichtsklasse bis 57 Kilogramm.

## Erfolge
Lo Chia-ling war bereits bei den Junioren sehr erfolgreich. Sowohl 2016 als auch 2018 wurde sie in ihrer Gewichtsklasse jeweils Weltmeisterin.
Bei den 2021 ausgetragenen Olympischen Spielen 2020 in Tokio unterlag Lo in der Gewichtsklasse bis 57 Kilogramm nach zwei Siegen im Halbfinale der späteren Olympiasiegerin Anastasija Zolotic aus den Vereinigten Staaten mit 5:28. Im Kampf um Bronze setzte sich Lo im Anschluss gegen Tekiath Ben Yessouf aus dem Niger mit 10:6 durch und sicherte sich eine Podestplatzierung. 2022 sicherte sie sich bei den Asienspielen in Hangzhou die Silbermedaille.